# رابین چیس
رابین چیس (انگلیسی: Robin Chase؛ – ) کارآفرین اهل ایالات متحده آمریکا است، که در سال ۲۰۰۰ شرکت زیپکار را تأسیس کرد.